# Gargallosa
Gargallosa és una masia situada al municipi de Clariana de Cardener, a la comarca catalana del Solsonès. Es té constància de l'edificació des del segle XVII., tot i que en altres documents apareix el segle XVIII. Conté a la mateixa zona La Caseta, construcció feta al segle xx.
És una construcció segons les característiques que normalment es troben al territori, de pedra i teula. Té les parets de paredat amb morter i carreus escairats a les cantonades i obertures. La coberta és a dues vessants amb un porxo adossat. Disposa d'una pallera tradicional. La Caseta és una senzilla construcció tradicional feta a base de pedra en carreus i parcialment amb morter, amb cantonades i part d'obertures amb pedra escairada i part amb totxo, coberta a dues vessants.
La masia es troba a 731 m d'altitud, a poc més de mig quilòmetre de la rasa de Bullons. Es situa al Pla de la Creu de Dalt, format per un mosaic de camps de conreu i habitatges aïllats que s'alterna amb carrascars.